# Río Shibsa

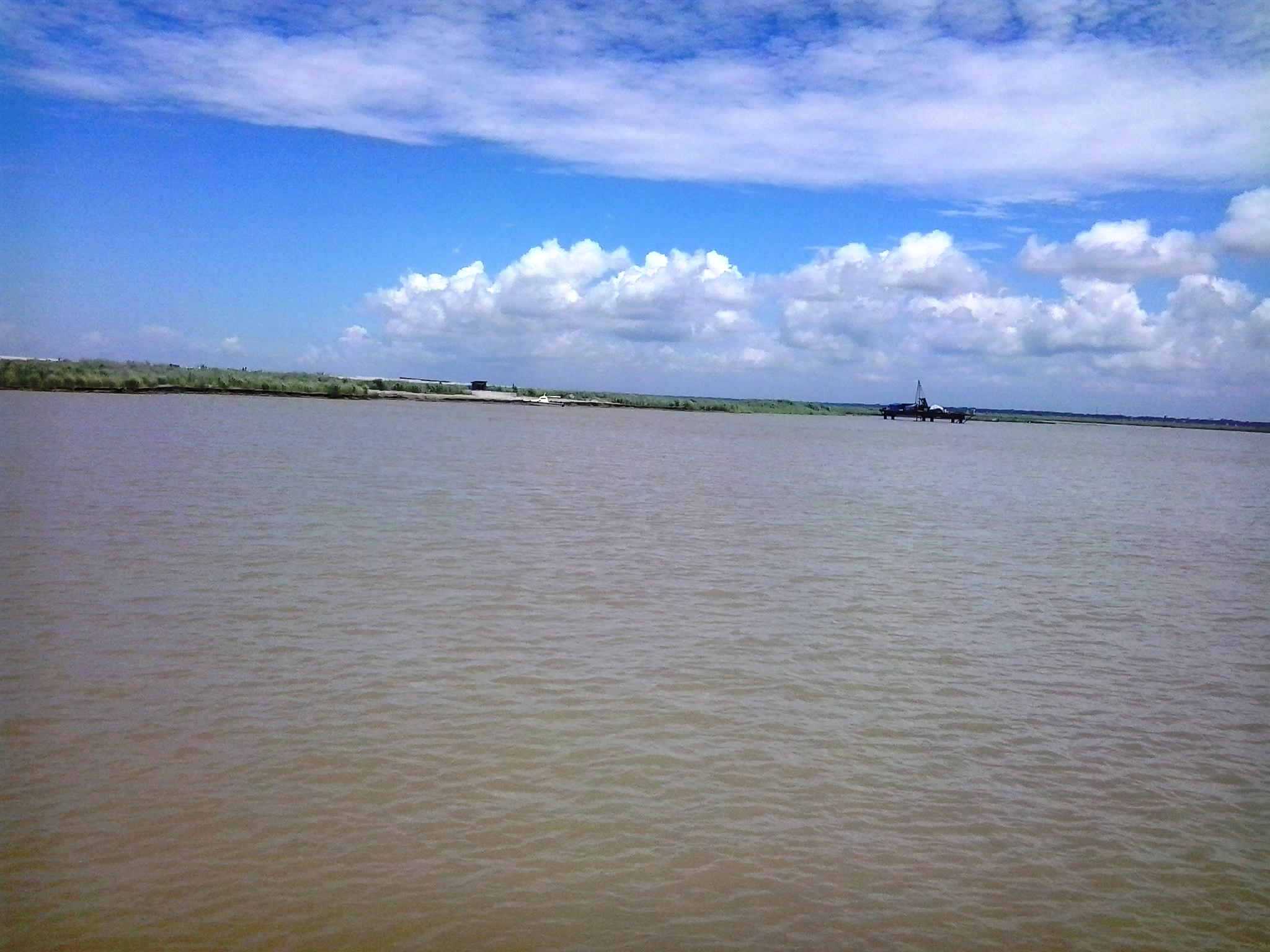
Río Shibsha cerca de Khulna

El río Shibsa es un río ubicado en el oeste de Bangladés, que tiene unos 100 km de largo. El río forma gran parte del límite entre las upazilas Paikgachha y Dacope. Dentro de la Reserva Forestal de Sundarbans, se encuentra con el río Pasur, y luego se separa nuevamente cerca de Mongla, antes de llegar al Golfo de Bengala.